# Nikolajs Poļakovs
Nikolajs Poļakovs (Ventspils, 2 luglio 1975) è un ex calciatore lettone, di ruolo difensore.

## Carriera

### Club
Ha cominciato la sua carriera nel RAF Jelgava: da qui cominciò a cambiare spesso squadre, sempre in Lettonia.
Il periodo migliore furono i tre anni al Ventspils, squadra della sua città natale: nelle tre stagioni con questo club conquistò un posto in nazionale.
In seguito cambiò diverse altre squadre, scendendo anche in 1. Līga, dove conquistò una promozione nelle file dello Jūrmala.

### Nazionale
Giocò la sua prima gara in nazionale il 6 febbraio 1998, in una partita del torneo Rothmans contro la Georgia; subentrò nel finale al posto di Aleksandrs Isakovs. Giocò anche le altre due gare del torneo, giocando in entrambi i casi solo il primo tempo (sostituito da Marians Pahars prima e da Igors Sļesarčuks poi).
Due mesi più tardi disputò entrambe le gare di Coppa del Baltico, sempre giocando alcuni spezzoni di partita. La prima gara disputata da titolare fino alla fine fu l'amichevole contro Andorra del 26 giugno 1998.
Disputò in tutto 14 partite con la nazionale senza mettere a segno reti.

## Statistiche

### Cronologia presenze e reti in Nazionale
| Cronologia completa delle presenze e delle reti in nazionale ― Lettonia | Cronologia completa delle presenze e delle reti in nazionale ― Lettonia | Cronologia completa delle presenze e delle reti in nazionale ― Lettonia | Cronologia completa delle presenze e delle reti in nazionale ― Lettonia | Cronologia completa delle presenze e delle reti in nazionale ― Lettonia | Cronologia completa delle presenze e delle reti in nazionale ― Lettonia | Cronologia completa delle presenze e delle reti in nazionale ― Lettonia | Cronologia completa delle presenze e delle reti in nazionale ― Lettonia |
| Data                                                                    | Città                                                                   | In casa                                                                 | Risultato                                                               | Ospiti                                                                  | Competizione                                                            | Reti                                                                    | Note                                                                    |
| ----------------------------------------------------------------------- | ----------------------------------------------------------------------- | ----------------------------------------------------------------------- | ----------------------------------------------------------------------- | ----------------------------------------------------------------------- | ----------------------------------------------------------------------- | ----------------------------------------------------------------------- | ----------------------------------------------------------------------- |
| 6-2-1998                                                                | Attard                                                                  | Georgia                                                                 | 2 – 1                                                                   | Lettonia                                                                | Torneo Rothmans                                                         | -                                                                       | 79’                                                                     |
| 8-2-1998                                                                | Attard                                                                  | Malta                                                                   | 2 – 1                                                                   | Lettonia                                                                | Torneo Rothmans                                                         | -                                                                       | 46’                                                                     |
| 10-2-1998                                                               | Attard                                                                  | Albania                                                                 | 2 – 2                                                                   | Lettonia                                                                | Torneo Rothmans                                                         | -                                                                       | 45’                                                                     |
| 21-4-1998                                                               | Liepāja                                                                 | Lettonia                                                                | 1 – 2                                                                   | Lituania                                                                | Coppa del Baltico 1998                                                  | -                                                                       | 57’                                                                     |
| 25-6-1998                                                               | Valga                                                                   | Estonia                                                                 | 0 – 2                                                                   | Lettonia                                                                | Coppa del Baltico 1998                                                  | -                                                                       | 69’                                                                     |
| 26-6-1998                                                               | Pärnu                                                                   | Andorra                                                                 | 0 – 2                                                                   | Lettonia                                                                | Amichevole                                                              | -                                                                       |                                                                         |
| 10-11-1998                                                              | Tunisi                                                                  | Tunisia                                                                 | 3 – 0                                                                   | Lettonia                                                                | Amichevole                                                              | -                                                                       | 55’                                                                     |
| 2-2-2000                                                                | Paphos                                                                  | Lettonia                                                                | 0 – 2                                                                   | Romania                                                                 | Torneo internazionale di Cipro                                          | -                                                                       | 70’                                                                     |
| 4-2-2000                                                                | Paphos                                                                  | Lettonia                                                                | 1 – 3                                                                   | Slovacchia                                                              | Torneo internazionale di Cipro                                          | -                                                                       |                                                                         |
| 6-2-2000                                                                | Larnaca                                                                 | Lituania                                                                | 2 – 1                                                                   | Lettonia                                                                | Torneo internazionale di Cipro                                          | -                                                                       |                                                                         |
| 26-4-2000                                                               | Kaunas                                                                  | Lituania                                                                | 2 – 1                                                                   | Lettonia                                                                | Amichevole                                                              | -                                                                       |                                                                         |
| 3-6-2000                                                                | Rīga                                                                    | Lettonia                                                                | 1 – 0                                                                   | Finlandia                                                               | Amichevole                                                              | -                                                                       | 56’                                                                     |
| 16-8-2000                                                               | Rīga                                                                    | Lettonia                                                                | 0 – 1                                                                   | Bielorussia                                                             | Amichevole                                                              | -                                                                       | 76’                                                                     |
| 7-10-2000                                                               | Rīga                                                                    | Lettonia                                                                | 0 – 4                                                                   | Belgio                                                                  | Qual. Mondiali 2002                                                     | -                                                                       | 63’                                                                     |
| Totale                                                                  |                                                                         | Presenze                                                                | 14                                                                      |                                                                         | Reti                                                                    | 0                                                                       |                                                                         |